# Voy
«Void» es una canción de No Te Va Gustar del álbum Aunque cueste ver el sol, compuesta por Emiliano Brancciari y Pablo Abdala. El tema trata sobre lo posterior a  ruptura de relación de pareja en el aspecto del chico, "como cuesta ver el sol con las manos vacía". Además interpreta que podrá salir de la depresión rápidamente y que prefiere verla a ella desde un aspecto lejano- muy cercano.